# Exochus mandschukuonis
Exochus mandschukuonis là một loài tò vò trong họ Ichneumonidae.